# Decticoides brevipennis
Decticoides brevipennis är en insektsart som beskrevs av David R. Ragge 1977. Decticoides brevipennis ingår i släktet Decticoides och familjen vårtbitare. Inga underarter finns listade i Catalogue of Life.